# Schoolgids
De schoolgids geeft in Nederland jaarlijks aan ouders en leerlingen informatie over het functioneren van de school. Het geeft inzicht in de praktijk van de school, de doelen die worden nagestreefd, de activiteiten die daartoe worden ondernomen en de resultaten.

## Geschiedenis
Sinds 1 januari 1999 moeten alle scholen in het primair en voortgezet onderwijs jaarlijks een schoolgids opstellen. Deze gids geeft aan ouders en leerlingen informatie over het functioneren van de school. Het geeft inzicht in de praktijk van de school, de doelen die worden nagestreefd, de activiteiten die daartoe worden ondernomen en de resultaten. Daarnaast wordt aandacht besteed aan de zorg voor het jonge kind, de zorg voor leerlingen met specifieke onderwijsbehoeften, de wijze waarop de verplichte onderwijstijd wordt benut, de ouderbijdrage en een ontwerp van de overeenkomst, de rechten en plichten van ouders, leerlingen en bevoegd gezag en de wijze waarop het bevoegd gezag omgaat met sponsorbijdragen.

## Voorschriften
Voor scholen in het voortgezet onderwijs gelden voorschriften met betrekking tot de wijze waarop de doelen van het onderwijs en resultaten in de schoolgids worden weergegeven. 
- De onderwijs resultaten van de school
Zij moeten in hun schoolgids het percentage leerlingen vermelden dat doorstroomt naar een hoger leerjaar of een ander soort onderwijs, het percentage leerlingen dat de school zonder diploma verlaat en het percentage leerlingen dat voor het eindexamen slaagt;
- de zorg voor leerlingen met speciale onderwijsbehoeften;
- de invulling van de verplichte onderwijstijd
De schoolgids geeft ook inzicht in de beschikbare onderwijstijd en zaken als het voorkomen van lesuitval en schoolverzuim.
- de besteding van de vrijwillige ouderbijdrage en een ontwerp van de overeenkomst die de school over de ouderbijdrage sluit met de ouders;
- de rechten en plichten van de ouders en verzorgers, de leerlingen en het bevoegd gezag van de school;
- informatie over de klachtenregeling van de school en over het leerlingenstatuut;
- het veiligheidsbeleid
Bijvoorbeeld het aanwezig zijn van schoolmaatschappelijk werk en beveiliging.

Ouders krijgen deze gids via de school vóór aanvang van het schooljaar.

## Klachtregeling
Sinds 1998 moet elke school in het primair en voortgezet onderwijs over een klachtenregeling voor ouders en personeel beschikken. Bovendien geldt dit in het voortgezet onderwijs ook voor leerlingen en in het (voortgezet) speciaal onderwijs voor leerlingen vanaf 13 jaar. Vaak wordt deze regeling kort samengevat in de schoolgids. Het gaat om een laagdrempelige voorziening voor klachten over het bevoegd gezag en allen die in de school werkzaam zijn. Het schoolbestuur moet een klachtencommissie instellen, waar de klachten kunnen worden ingediend. De regeling moet ervoor zorgen dat klachten zo veel mogelijk op school tot een oplossing worden gebracht. Het kan hierbij overigens ook gaan om klachten over het gedrag of beslissingen ten opzichte van andere ouders of leerlingen. Een klachtencommissie (minimaal drie leden, waaronder een onafhankelijke voorzitter) behandelt de klachten.